# O thiasos
O thiasos é um filme de drama grego de 1975 dirigido e escrito por Theodoros Angelopoulos. Foi selecionado como representante da Grécia à edição do Oscar 1976, organizada pela Academia de Artes e Ciências Cinematográficas.

## Elenco
- Eva Kotamanidou
- Aliki Georgouli
- Vangelis Kazan
- Stratos Pahis
- Maria Vassiliou
- Petros Zarkadis
- Kiriakos Katrivanos
- Giannis Fyrios
- Nina Papazaphiropoulou
- Alekos Boubis
- Grigoris Evangelatos
- Kosta Stiliaris